# Lijst van kerken in Tholen
Deze lijst bevat een overzicht van de kerkgebouwen in de Zeeuwse gemeente Tholen. Noodkerken en vergelijkbare tijdelijke onderkomens voor religieuze groepen zijn niet in deze lijst opgenomen. 
| Kerk                                | Adres                       | Plaats            | Originele functie                          | Huidige functie                                             | Bijzonderheden                                                     | Foto |
| ----------------------------------- | --------------------------- | ----------------- | ------------------------------------------ | ----------------------------------------------------------- | ------------------------------------------------------------------ | ---- |
| Bethelkerk                          | F.M. Boogaardweg 17a        | Sint-Annaland     | Hersteld Hervormde Kerk                    | Onveranderd                                                 | 2007; W.M. van Beijnum                                             |      |
| Christelijke gereformeerde kerk     | Visstraat 14                | Tholen            | Verenigingsgebouw                          | Christelijke Gereformeerde Kerken                           | 1870; in 1928-1929 verbouwd tot kerk                               |      |
| Gasthuiskapel                       | Kerkstraat 15               | Tholen            | Kapel van een Gasthuis                     | Hervormde gemeente Immanuël                                 | 1452; tussen 1577-1975 niet gebruikt als kerk; Rijksmonument 35347 |      |
| Gereformeerde Gemeente              | Zuidstraat 15               | Poortvliet        | Gereformeerde Gemeenten                    | Onveranderd                                                 | 1930                                                               |      |
| Gereformeerde Gemeente              | Schoolstraat 4              | Scherpenisse      | Gereformeerde Gemeenten                    | Buiten gebruik sinds 1984, bijgebouw van nieuwe kerk        | 1924                                                               |      |
| Gereformeerde Gemeente              | Schoolstraat 4              | Scherpenisse      | Gereformeerde Gemeenten                    | Onveranderd                                                 | 1984                                                               |      |
| Gereformeerde Gemeente              | Weststraat 25               | Sint-Annaland     | Gereformeerde Gemeenten                    | Onveranderd                                                 | 1872                                                               |      |
| Gereformeerde Gemeente              | Voorstraat 19               | Sint Philipsland  | Gereformeerde Gemeenten                    | Onveranderd                                                 | 1939                                                               |      |
| Gereformeerde Gemeente              | Kruittoren 15               | Tholen            | Gereformeerde Gemeenten                    | Buiten gebruik sinds 1972; gesloopt                         | 1902                                                               |      |
| Gereformeerde Gemeente in Nederland | Tuinstraat 39a              | Sint-Annaland     | Gereformeerde Gemeenten in Nederland       | Onveranderd                                                 | 1968                                                               |      |
| Gereformeerde kerk                  | Langeweg 40                 | Anna Jacobapolder | Gereformeerde Kerken in Nederland          | Buiten gebruik sinds 1960, woonruimte                       | 1895                                                               |      |
| Gereformeerde kerk                  | Langeweg 51                 | Anna Jacobapolder | Gereformeerde Kerken in Nederland          | Protestantse Kerk in Nederland                              | 1959-1960; G. Tuinhof                                              |      |
| Gereformeerde kerk                  | Hofstraat                   | Oud-Vossemeer     | Gereformeerde Kerken in Nederland          | Gesloopt in 1975                                            | 1871                                                               |      |
| Gereformeerde kerk                  | Stoofstraat 26              | Poortvliet        | Gereformeerde Kerken in Nederland          | Buiten gebruik sinds 1952; gesloopt ca. 1971                | 1887                                                               |      |
| Grote of Onze-Lieve-Vrouwekerk      | Kerkplein 1                 | Tholen            | Rooms-Katholieke Kerk                      | Protestantse Kerk in Nederland                              | 14e-16e eeuw; Rijksmonument 35344                                  |      |
| Hervormde kerk                      | Kerkpad 5                   | Scherpenisse      | Rooms-Katholieke Kerk                      | Protestantse Kerk in Nederland                              | 15e eeuw; Rijksmonument 35397                                      |      |
| Hervormde kerk                      | Ring 1                      | Sint-Annaland     | Rooms-Katholieke Kerk                      | Gesloopt in 1898                                            | 1494                                                               |      |
| Hervormde kerk                      | Ring 1                      | Sint-Annaland     | Nederlandse Hervormde Kerk                 | Protestantse Kerk in Nederland                              | 1899                                                               |      |
| Hervormde kerk                      | Kerkring 2                  | Sint Philipsland  | Nederduitse Gereformeerde Kerk             | Protestantse Kerk in Nederland                              | 1668; Rijksmonument 33666                                          |      |
| Hervormde kerk                      | Van der Lek de Clerqplein 2 | Stavenisse        | Nederduitse Gereformeerde Kerk             | Gesloopt in 1910                                            | 1623;                                                              |      |
| Hervormde kerk                      | Van der Lek de Clerqplein 2 | Stavenisse        | Nederlandse Hervormde Kerk                 | Protestantse Kerk in Nederland                              | 1911; Hendrik Jesse; Rijksmonument 35401 en 35407                  |      |
| Ichtuskerk                          | Doelweg 7                   | Tholen            | Nederduitse Gereformeerde Kerk (Dolerende) | Gereformeerde kerk binnen de Protestantse Kerk in Nederland | 1889; in 1964 ingrijpend verbouwd door Steen & Tuinhof             |      |
| Johannes de Doperkerk               | Ring 10                     | Oud-Vossemeer     | Rooms-Katholieke Kerk                      | Protestantse Kerk in Nederland                              | 1516; Rijksmonument 35374                                          |      |
| Sint-Maartenskerk                   | Hazenstraat 1               | Sint-Maartensdijk | Rooms-Katholieke Kerk                      | Hersteld Hervormde Kerk                                     | 14e-15e eeuw; Rijksmonument 35410 en 35411                         |      |
| Ontmoetingskerk                     | Hofstraat 21                | Oud-Vossemeer     | Gereformeerde Kerken in Nederland          | Protestantse Kerk in Nederland                              | 1975-1976                                                          |      |
| Ontmoetingskerk                     | Zuidplantsoen 3             | Poortvliet        | Gereformeerde Kerken in Nederland          | Protestantse Kerk in Nederland                              | 1952                                                               |      |
| Onze-Lieve-Vrouw-Hemelvaartkerk     | Markt 22                    | Tholen            | Rooms-Katholieke Kerk                      | Onveranderd                                                 | 1900; P. Snel; Rijksmonument 496096                                |      |
| Oud Gereformeerde Gemeente          | Achterstraat 31             | Sint Philipsland  | Afgescheiden gemeente                      | Oud Gereformeerde Gemeente                                  | 1871, verbouwd in 1923, 1953, 1997                                 |      |
| Oud Gereformeerde Gemeente          | Prins Bernhardstraat 35     | Stavenisse        | Oud Gereformeerde Gemeenten in Nederland   | Onveranderd                                                 | 1936; J.C. Waverijn                                                |      |
| Sint-Pancratiuskerk                 | Noordstraat 14              | Poortvliet        | Rooms-Katholieke Kerk                      | Hersteld Hervormde Kerk                                     | 13e-16e eeuw; Rijksmonument 35375                                  |      |
| Rehobothkerk                        | Westvest 2                  | Sint-Maartensdijk | Nederlandse Hervormde Kerk                 | Protestantse Kerk in Nederland                              | 1965                                                               |      |
| Rehobothkerk                        | Hoogaarsstraat 2            | Tholen            | Gereformeerde Gemeenten                    | Buiten gebruik sinds 2003; gesloopt in 2008                 | 1972                                                               |      |
| Rehobothkerk                        | Ds. G.H. Kerstenstraat 2    | Tholen            | Gereformeerde Gemeenten                    | Onveranderd                                                 | 2003; Valk                                                         |      |
| Waalse kerk                         | Markt                       | Tholen            | Vleeshal                                   | Gesloopt in 1898                                            | 16e eeuw                                                           |      |
| Sint-Willibrorduskerk               | Dorpsweg 7                  | Oud-Vossemeer     | Rooms-Katholieke Kerk                      | Onveranderd                                                 | 1841; Joseph Bourdrez; Waterstaatskerk;Rijksmonument 35368         |      |